# Thomas Lefèbvre

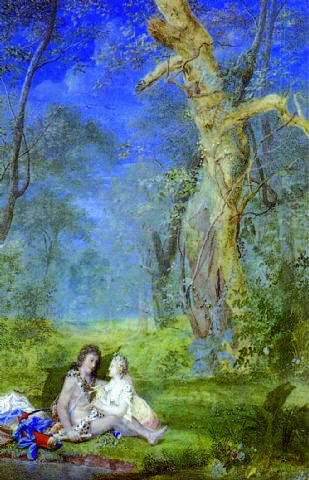
Gemälde von Thomas Lefèbvre

Thomas Lefèbvre (* 1636 in Brüssel; † 1720) war ein Maler und badischer Hofbaumeister.

## Leben
Thomas Lefèbvre war zunächst „peintre en miniature“ am Hof des Markgrafen Wilhelm in Baden-Baden. Ab dem 29. November 1669 hielt er sich am Hof von Baden-Durlach auf, wo er Kammerdiener und Hofmaler war. Markgraf Friedrich Magnus ermöglichte ihm ab 1674 ein Studium in Venedig, ehe er 1688 Hofbaumeister wurde und damit Georg Andreas Böckler ablöste. Trotz dieser Stellung konnte er 1689 bei der Planung des Wiederaufbaus Durlachs und der Karlsburg seine Vorschläge nicht durchsetzen. Lefèbvre schwebte eine neuartige Modell- oder Retortenstadt vor, die jedoch unter anderem von der Einwohnerschaft entschieden abgelehnt wurde. Domenico Egidio Rossi schuf stattdessen die Pläne für den Wiederaufbau nach dem großen Brand. Eine zweijährige Festungshaft Lefèbvres in Philippsburg endete 1698; danach durfte Lefèbvre beim Bau des Durlacher Schlosses die Bauaufsicht führen und damit die Pläne seines einstigen Konkurrenten Rossi kontrollieren. 1704 wurde er Baurat, nach 1709 Oberbaurat. 1714 wurde Johann Heinrich Schwartz († 1727) sein Nachfolger als markgräflicher Baumeister.

## Werke (in Auswahl)
- 1687/88: Pläne zum Neubau Durlachs und der Karlsburg
- vor 1689: Wingertschlösschen in Durlach (in den 1950er Jahren abgerissen)
- 1698–1704: Markgräflicher Palast in Basel
- 1699: Umbau des Schlosses Augustenburg
- 1700–1702: evangelische Kirche Knielingen (Reparatur)
- 1711: Orangeriehaus Durlach
- 1711: Schloss in Pforzheim